# Ліси Житомирської області
Ліси Житомирської області — сукупність лісових ресурсів та лісових господарств регіону. 
Житомирська область одна за найбільш заліснених в Україні, оцінюється у 35,2% від території, що є четвертим показником серед регіонів країни. Загальна площа земель лісового фонду Житомирської області становить 1094,4 тис. га, у тому числі вкрита лісом — 1046,5 тис. га. У 2019 році кожного жителя області припадало 0,7 га лісів (для порівняння по Україні — в середньому 0,2 га). Загальний стовбурний запас лісових підприємств області становить 164,2 млн. м³. Середній вік насаджень — 58 років.

## Історія

### Давні часи та середньовіччя
Хвойні та широколистяні ліси ще в часи заснування Житомира вкривали всю територію області суцільними масивами, які на півночі розмежовувались болотами. Перші поселення — «городища» — були острівцями серед лісу, огородженими оборонним валом чи палями. Наприклад, одне з поселень, яке сьогодні є адміністративним районним центром Житомирської області — Ємільчине, за легендою, навала татар так і не змогла знайти. А військо Батия, яке йшло на завоювання Новгорода Великого, мусило повернути, потрапивши в болота і лісові хащі нинішнього Народицького району.
За часів литовського князівства деревина йшла лише на побутові вироби — відра, бочівки, діжки, на виготовлення човнів, на паливо. Тому ліси зберігали свій первісний стан. Іноземні мандрівники — Джованні Карпіні, Зиґмунд Герберштайн, Еріх Лясота, Гійом де Боплан свідчать про наявність у цих краях дрімучих хащ. У XVI столітті вже розпочались масові лісозаготівлі .
Масово винищувались гаї і діброви з початком виробництва поташу (перлаш, кольчуга), який потребували мануфактури, шкірообробна промисловість, виробництво мила, скла тощо. Власники лісів, тоді переважно польські магнати і шляхта, почали споруджувати поташні буди, де із золи (попелу) деревних порід добували поташ шляхом вилуговування, випарювання і прокалювання. Відомо, що вже в XVI ст. поташ вироблявся в лісових масивах між Случчю і Стиром, по річці Тетерів, на північ від Брусилова. Потім поташне виробництво поширилось на всю територію краю, сягаючи глибинних поліських пущ. На центнер поташу витрачалось 300 кубометрів деревини. Повністю виробництво поташу припинилось лише наприкінці ХІХ столітті.

### Корабельні ліси
На середину XVIII століття припадає початок складання перших карт так званих «корабельних» лісів.

### Радянський період

#### Вплив аварії на ЧАЕС
У 1986 році найбільш лісисті райони Житомирської області внаслідок аварії на Чорнобильській АЕС зазнали радіоактивного забруднення. У зону із забрудненням понад 1 Кі/км² (по Сз137) по області потрапило майже 440 тисяч га лісів, розташованих на територіях Народицького, Овруцького, Олевського, Лугинського, Коростенського, Ємільчинського, Малинського, НовоградВолинського, Володарсько-Волинського районів. Найбільші площі лісів, забруднених радіонуклідами, розташовані в Житомирській області.
У ближній зоні до епіцентру аварії в перші тижні після аварії загинуло 400 га лісу від променевого опромінення. По периметру рудого лісу в селі Красне постраждали молоді насадження сосни. Найбільша чутливість щодо опромінення виявилась у хвойних, листяні витривали, навіть на території загиблого рудого лісу збереглися окремі дерева берези й акації білої.

## Характеристика лісів

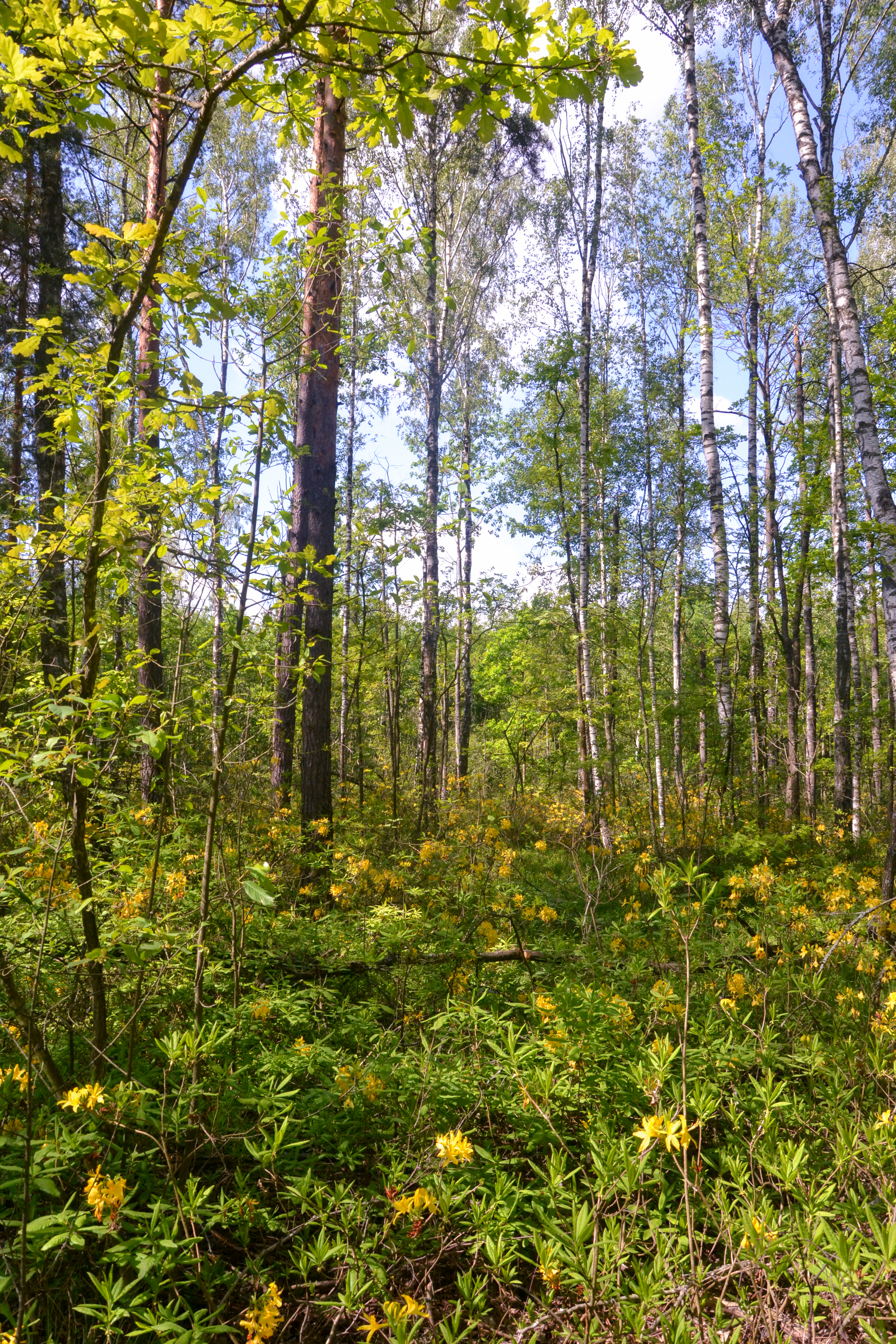
Змішаний ліс із рододендроновим підліском у Лугинському лісгоспі

В області переважають соснові ліси, які займають 59,1% вкритої лісом площі. Дубові ліси займають 19,1%, березові — 14,7%, вільхові — 4,7%, осикові — 0,9%, інші — 1,5% . Обласне управління лісового господарства оцінює, що 61% усіх його насаджень становлять хвойні ліси, 20% — твердолистяні і 19% — м'яколистяні породи .
Флора регіону налічує понад 2 тисяч видів, в тому числі судинних рослин, тваринний світ представлений 16 видами мисливських ссавців і 20 птахів. Станом на 2013 рік чисельність диких копитних тварин становила 24,7 тисяч голів. В лісах поліської частини Житомирщини також живуть рись, глухар і тетерук, які занесені до Червоної книги України, також водяться зайці, лисиці, вовки.

## Управління лісовими ресурсами
Основними постійними лісокористувачами є держлісгоспи Житомирського обласного управління лісового та мисливського господарства та 24 дочірні підприємства Житомирського обласного комунального агролісогосподарського підприємства «Житомироблагроліс» Житомирської обласної ради. 
Основною виробничою одиницею дочірніх підприємств є лісові господарства, всього 17 в області, а також один природний заповідник. 
Площа земель лісогосподарського призначення державних підприємств Житомирського обласного управління лісового та мисливського господарства на кінець 2019 року становила 796,6 тис. га, або 72,8% лісів Житомирщини.

## Використання лісів

### Лісозаготівля
Щорічно лісгоспами управління заготовляється 3,2 мільйона м³ деревини.
Незважаючи на прийняті чинним законодавством заборони та обмеження у заготівлі деревини та інших продуктів побічного лісокористування, в районах Житомирської області,що зазнали радіоактивного забруднення, обсяги заготівлі лісової продукції постійно зростають. У період 2000-2009 років така заготівля зросла в 1,5 рази і відповідно зростає частка реалізованої деревини із забруднених районів на внутрішньому ринку.
2019 року Житомирська стала однією з перших шести областей, що були підключені до проекту електронного реєстру лісорубних квитків на заготівлю деревини від Державного агентства лісових ресурсів України — дозвільних документів, які дають право здійснювати господарську діяльність, пов'язану із заготівлею деревини. Проєкт дозволяє через відповідний сайт ознайомитися з переліком лісорубних квитків на заготівлю деревини або перевірити на карті законність здійснення рубок.

### Незаконні рубки
Природний ліс стає об'єктом санітарних рубок, які використовуються як прикриття для комерційної лісозаготівлі. Замість вилучення з лісу сухостійних, всихаючих, ослаблених, пошкоджених шкідниками окремих дерев або їхніх груп вирубаються старі дуби та вікові сосни. 
За даними управління лісомисливського господарства у  2017 році було зафіксовано 252 випадки незаконних рубок, у 2018 році — 196. За обсягами: 2017 рік — 1845 м³, 2018 рік — 916 м³.

## Відновлення лісів
Підприємствами  облуправління щорічно створюється 5-6 тисяч гектарів лісу. Для успішного заліснення земель лісгоспами щорічно заготовляється близько 100 тонн лісового насіння. На підприємствах функціонує 197 лісорозсадників загальною площею 107 га.

## Туризм та відпочинкові зони
Рекреаційно-оздоровчі ліси становлять 70,3% від загальної площі лісів області, що дозволяє організовувати як санаторно-курортне оздоровлення, так і спортивно-оздоровчий, екскурсійно-пізнавальний відпочинок. За рахунок переважання хвойних порід в області сформувався мікроклімат, який позитивно впливає на відновлення людського організму та лікування дихальних шляхів. В області функціонує 2 протитуберкульозні санаторії «Лісова казка» у Коростишеві, «Лісовий берег» у селі Іванівка, які спеціалізуються на лікуванні та оздоровленні хворих на туберкульоз органів дихання та позалегеневих форм.

## Реабілітація радіоактивно забруднених лісів
В області діють два спецлісгоспи: Овруцький і Народицький, до їх складу входять території, забруднені радіонуклідами у 1986 році, а також окремі угіддя і в інших лісових господарствах.
Реабілітація радіоактивно забруднених лісових земель відбувається передусім внаслідок автореабілітації. За 27 років відбувся один період напіврозпаду цезію та стронцію. Щільність забруднення, яка фіксувалася у 1986 році, станом на 2020 рік стала вдвічі меншою.
Також реабілітація може відбуватись шляхом активного втручання людини, відновлення використання лісових земель за їх прямим призначенням і поступового відновлення використання продукції лісового господарства на лісових землях, забруднених.

## Охорона лісів

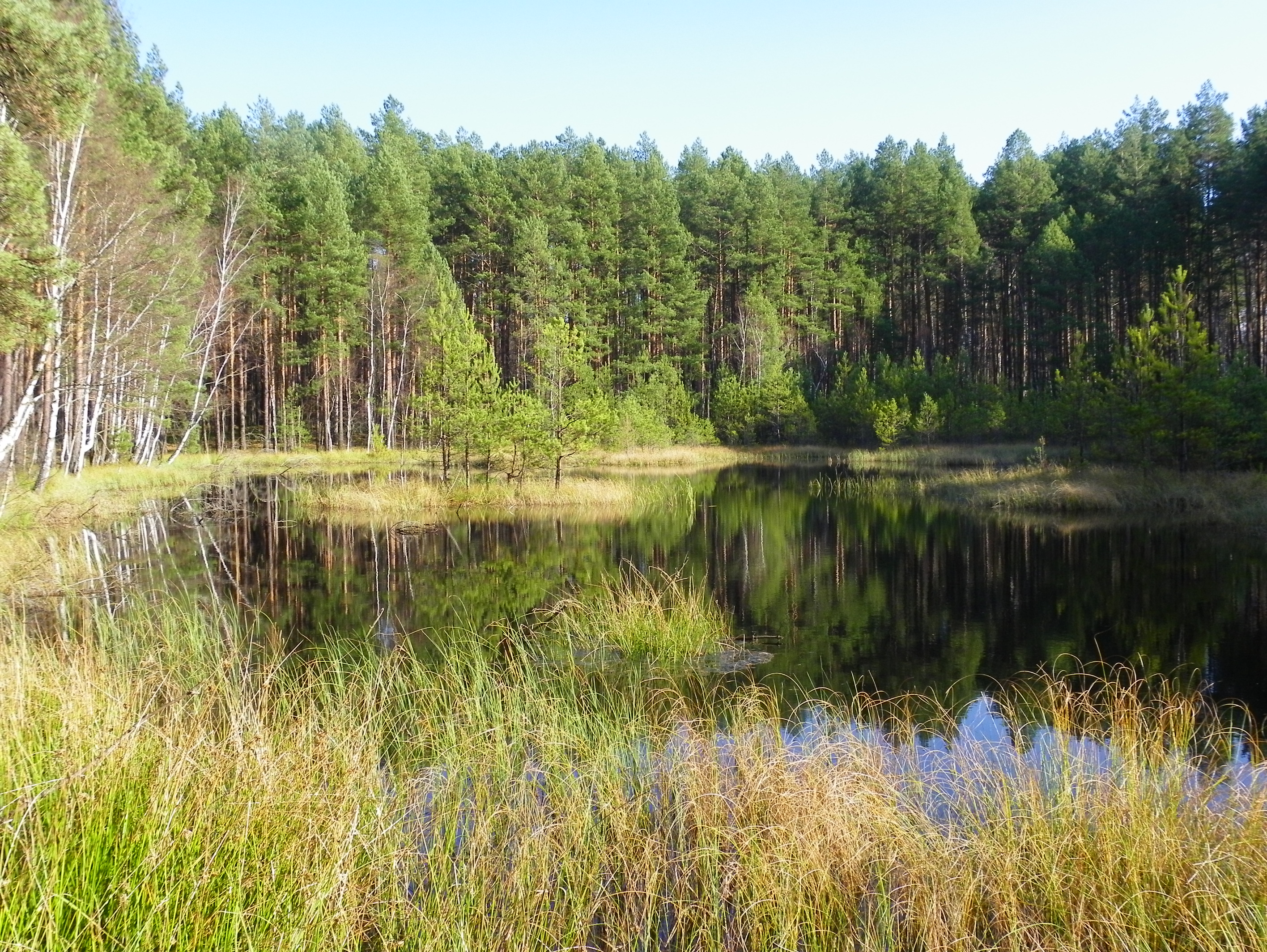
Болото у Старочуднівському заказнику

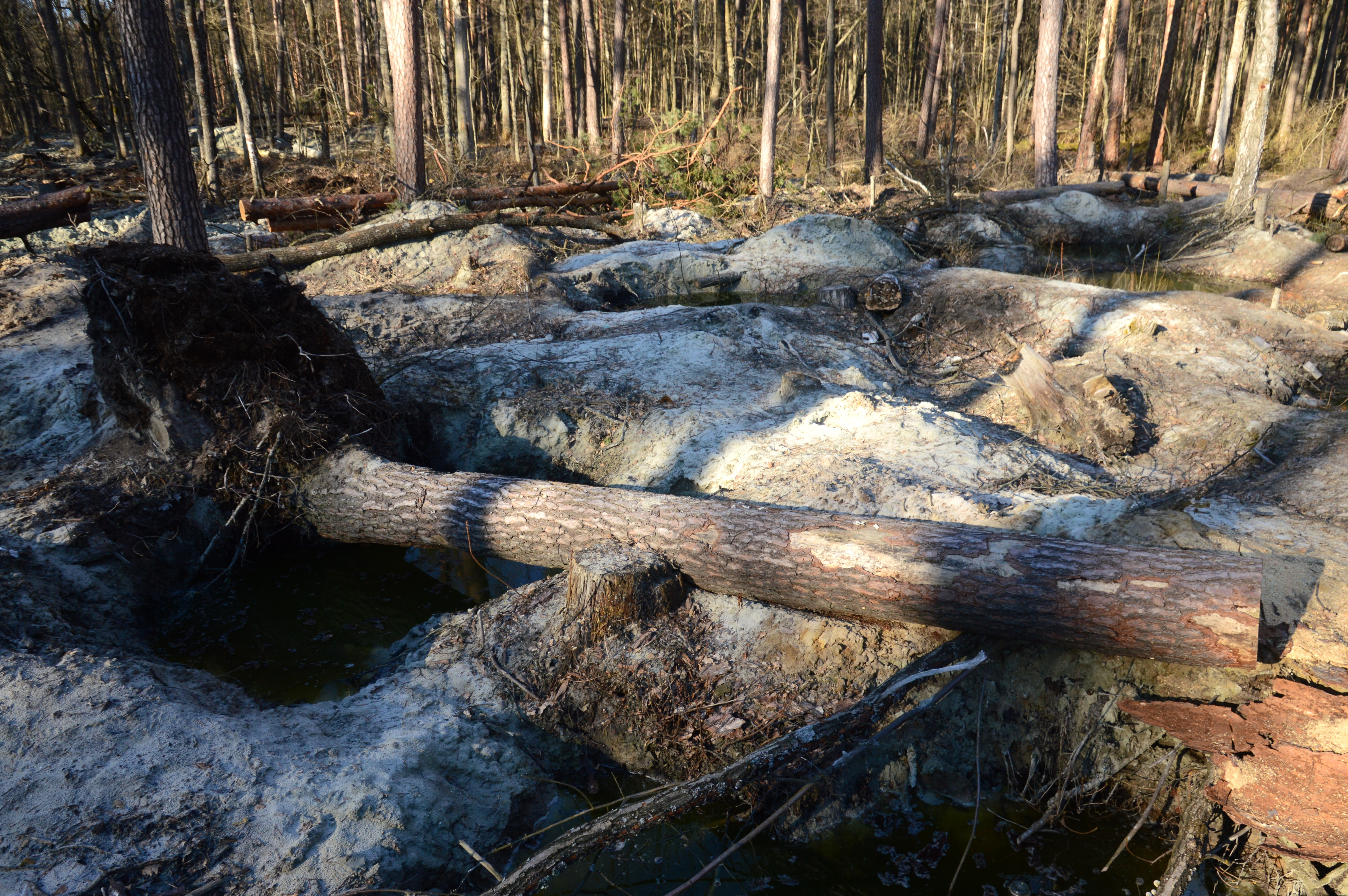
Видобуток бурштину в Поясківському заказнику

Для збереження лісових екосистем в області створено чимало природнозаповідних об'єктів — лісових заказників, які є майже у кожному районі.
- Андрушівський район: Андрушівський ліс-1, Андрушівський ліс-2, Нехворощ.
- Баранівський район: Баранівський.
- Ємільчинський район: Будки, Даньов, Поломи, Старі Гарти, Юзиховка.
- Житомирський район: Діброва лісничого Вронського, Замок Терещенка, Над Тетеревом.
- Коростенський район: Забране, Карпиха, Межиріччя.
- Лугинський район: Дивлинський, Лугинські дубняки, Мельницький, Мощаниця, Радогощанський, Турейка.
- Любарський район: Бучина.
- Малинський район: Острів.
- Новоград-Волинський район: Ботанічна, Ліс над Случчю, Михеївський, Сапожинський, Сторожівський, Туганівський (загальнодержавного значення).
- Овруцький район: Березовий, Кам'яна Гірка, Словечанський кряж.
- Олевський район: Баньки, Білокоровицький, Верчова ділянка, Жубровицький, Микитче, Олевський, Поясківський (загальнодержавного значення), Путівець, Стовпинський, Тересини, Урочище Гала, Харкові круги, Чорний бусел.
- Попільнянський район: Попільнянський ліс.
- Пулинський район: Яремів ліс, Тетеревиний тік
- Радомишльський район: Гута, Радомишльський.
- Романівський район: Старочуднівський, Урочище Камінь.
- Ружинський район: Перепища.
- Чуднівський район: Зривисько, Коршомка.

Значні площі лісів також входять до складу інших видів природоохоронних об'єктів, серед яких природний заповідник, ботанічний, ландшафтний, загальнозоологічний заказники тощо.

## Зміна клімату
у 2000-х роках ліси почали страждати від ураження шкідниками та висихати, що пов'язують з підвищенням температури повітря на 1 градус. Відбулося підвищення випаровування води та виник дефіцит вологи під насадженнями протягом літніх і осінніх місяців. Дерева з поверхневою кореневою системою, такі як ялина і сосна, не отримують необхідної кількості вологи. Це призвело до різкого падіння стійкості лісів і зробило їх легкою здобиччю для стовбурових шкідників, зокрема короїда верхівкового та короїда-типографа, які через відсутність морозів і різкий контраст змін пір року — закінчення зими і настання літа, також мутують. Єдиним ефективним і безальтернативним заходом боротьби зі шкідниками є санітарні рубки.  